# Serina/treonina proteína cinasa
Las serina/treonina proteína cinasas (EC 2.7.11), es una numerosa familia de enzimas que catalizan la fosforilación del grupo hidroxilo de la serina o treonina de ciertas proteínas.
Proteína + ATP {\displaystyle \rightleftharpoons } Proteína-P + ADP

## Selectividad
Todas las serina/treonina cinasas fosforilan residuos serina o treonina de sus sustratos. Eligen los residuos específicos para fosforilar por los residuos que flanquean el sitio fosfoaceptor. Los residuos específicos y los residuos que lo flanquean se llaman secuencia de consenso.
Como los residuos de la secuencia de consenso del sustrato a ser fosforilado hacen contacto con el hueco catalítico de la cinasa en algunos aminoácidos clave (usualmente a través de fuerzas hidrofóbicas o enlaces iónicos), una cinasa usualmente no es específica para un solo sustrato, sino que fosforila una familia de sustratos que tienen secuencias de reconocimiento comunes. Ya que el dominio catalítico de estas cinasas está altamente conservado, la variación de la secuencia que se observa en el quinoma (genes del genoma que codifican las cinasas) proporciona el reconocimiento de distintos sustratos.
Muchas cinasas son inhibidas por un seudosustrato que se une a la cinasa como un sustrato real, pero no posee el aminoácido a ser fosforilado. Cuando el pseudosustrato es desplazado, la cinasa puede realizar su función normal.

## Números EC
Las serina/treonina proteína cinasas están clasificadas dentro de la numeración EC EC 2.7.11.- del Comité de Nomenclatura de la Unión Internacional de Bioquímica y Biología Molecular (NC-IUBMB). Dentro de esta numeración se distinguen dos clases particulares: cinasas específicas y cinasas no específicas.

### Serina/treonina proteína cinasas específicas
Dentro de este grupo están las cinasas que poseen un número EC a partir del 2.7.11.2. Tienen algún componente que las active o son específicas sobre un sustrato. Algunos ejemplos de estas enzimas son:
- Piruvato deshidrogenasa cinasa.
- Isocitrato deshidrogenasa cinasa.
- Proteína cinasa A.
- Proteína cinasa G.
- Proteína cinasa C.
- Calcio calmodulina cinasa.
- Fosforilasa cinasa.
- cinasa dependiente de la ciclina.
- Proteína cinasa activada por mitógeno (MAPK).
- TGFBR1, TGFBR2.
- Cinasa de la cadena ligera de la miosina.

### Serina/treonina proteína cinasas no específicas
Comparten todas ellas el número EC 2.7.11.1 y se caracterizan por no tener un componente que las active y por no ser específicas sobre un sustrato. Según la base de datos UniProtKB en el ser humano existen alrededor de 230 serina/treonina cinasas no específicas verificadas y aproximadamente otras tantas no verificadas. Algunas de las cinasas verificadas son:
- Proteína cinasa B (PKB, AKT)
- Proteína cinasa R (PKR)
- ARAF
- BUB1, BUB1B
- CHEK1, CHEK2
- CSNK2A1, CSNK2A2
- DMPK
- RPS6KA1, RPS6KA2, RPS6KA3, RPS6KA4, RPS6KA5, RPS6KA6
- MAPKAPK2, MAPKAPK3, MAPKAPK5
- MKNK1, MKNK2
- PRKDC
- TAF1
- TRIO